# 蒙達戰役
蒙達戰役（英語：Battle of Munda）發生於前45年3月17日的遠西班牙南部，是尤利烏斯·凱撒在內戰中面對貴族派的最後一戰。隨著凱撒派在蒙達取勝、提圖斯·拉比埃努斯戰死以及龐培之子格奈烏斯·龐培烏斯遭處決後，凱撒得以凱旋歸羅馬，隨後更被選為「羅馬獨裁官」執政。但不久後尤利烏斯·凱撒遇刺，導致共和體制開始衰落，最終奧古斯都登基為首位羅馬皇帝，開始統治整個羅馬帝國。

## 前奏
共和派起初是由龐培領導，但他在前48年的法薩盧斯戰役戰敗後不久死去。前46年4月，凱撒又率軍在塔普蘇斯戰役中摧毀龐培派的部隊。此後，反抗凱撒的部隊被限縮在西班牙地區。
前46年春，駐紮在遠西班牙的兩個軍團宣布他們改投龐培之子格奈烏斯·龐培烏斯的麾下，並驅逐凱撒派駐當地的資深執政官，不久後他們便與其餘的龐培部隊會合。這些部隊由格奈烏斯·龐培烏斯和塞克斯圖斯兩兄弟及有才能的提圖斯·拉比埃努斯將軍領導，後者曾是凱撒在高盧戰爭時最信任的副將之一。他們利用西班牙行省的資源，得以組成三個軍團，這當中包含原有的兩個老兵軍團，以及從羅馬公民和西班牙當地居民招募組成的新軍團。龐培派拿下幾乎整個遠西班牙的控制權，這當中還包括重要的兩個羅馬殖民地：義大利迦及省會哥多華。凱撒的兩名副將昆圖斯·費邊·馬克西穆斯和昆圖斯·佩迪烏斯沒有貿然開戰，而是選擇紮營在哥多華以東約35英里（56）的奧布爾科（西班牙語：Obulco，今日的波爾庫納），並請求凱撒的支援。

凱撒遠征蒙達

因此凱撒被迫從羅馬啟程，前往西班牙與龐培兄弟談判。他帶上了最信任的兩個老兵軍團（第十「埃克斯里斯」軍團和第五「雲雀」軍團）和幾個新建軍團（包含第三「高盧」軍團和第六「裝甲」軍團），但作戰主力卻被迫仰賴於從西班牙當地招募的新兵。凱撒從羅馬出發花不到一個月的時間，就於同年12月初抵達1,500英里（2,400）遠的奧布爾科，他當下更是賦了一首短詩「路途」（拉丁語：Iter）以描繪這趟旅程。凱撒也下令他的侄孫屋大維一同參戰，但後者因健康因素遲至戰役結束後才抵達。
凱撒利用他意外的到來，成功解救當時正被格奈烏斯·龐培烏斯圍攻的據點「烏利皮亞（Ulipia）」，但未能攻佔塞克斯圖斯·龐培據守的哥多華。在拉比埃努斯的建議下，格奈烏斯·龐培烏斯決定避戰，迫使凱撒發動冬季戰役來為他的部隊找尋糧食與紮營處。經過短暫圍城後，凱撒攻陷阿特瓜這座要塞化城市，重挫龐培派的信心與士氣，部分當地盟友甚至倒向凱撒。前45年3月7日，雙方在索里卡里亞（Soricaria）進行前哨戰，許多龐培派部隊的羅馬人如凱撒所願，計畫倒向他們這方，迫使格奈烏斯·龐培烏斯放棄拖延戰術並發起戰鬥。

## 戰役過程
兩軍在南西班牙的蒙達平原碰頭，當時龐培派部隊駐紮在平坦的山丘上，該處位於蒙達城牆僅不到1英里（1.6），是個適合防守的據點。凱撒率領八個軍團（共八十個步兵大隊）連同八千名騎兵進軍，而龐培派則有十三個軍團、六千名輕步兵及約六千名騎兵。許多在先前戰役中向凱撒投降共和派士兵，紛紛再度變節重投龐培派，這些人帶著絕望投入戰鬥，害怕凱撒不會再次原諒他們。凱撒曾試圖引誘龐培派下山不成，於是以被視為「先祖」的女神「維納斯」為口號，下令發起正面進攻。
戰鬥持續了八小時，但雙方都沒討到便宜，於是副將們離開指揮部並投入到作戰部隊中。正如凱撒後來自己所述，他曾多次為勝利而戰，但在蒙達一役，他必須為己身生命而戰。凱撒親率鍾愛的第十埃克斯里斯軍團在右翼與敵軍展開激烈的戰鬥，在此一激勵下，第十軍團開始擊退龐培派的部隊。格奈烏斯·龐培烏斯察覺此一危機，便從右翼抽調一個軍團來加強飽受威脅的左翼，後被認為是一項關鍵失策。於是當龐培派右翼因此被削弱時，凱撒的騎兵便發起一次決定性進攻扭轉了戰役的進程。凱撒盟友茅利塔尼亞國王波古德率領這支騎兵，襲擊龐培派軍營的後方，龐培派騎兵指揮官提圖斯·拉比埃努斯見此景便派遣部分部隊前去截擊。
然而其他的龐培派部隊誤解了戰況，在兩翼都承受敵軍巨大壓力的狀況下，他們認為拉比埃努斯此時正在撤退。龐培派的部隊隨後戰線崩潰、全軍竄逃，雖然部分人能在蒙達城牆內找到隱蔽處，但更多部隊仍在潰敗中被殺。戰役結束時，龐培派約有三萬人戰死沙場，而凱撒這邊損失則小的多，僅約一千人左右。龐培派十三個軍團的軍旗都被凱撒擄獲，這象徵著他們已完全潰散。提圖斯·拉比埃努斯在此役中戰死，凱撒將他安葬，而格奈烏斯和塞克斯圖斯兩兄弟則是逃離了戰場。

## 後續發展
凱撒留下副將昆圖斯·費邊·馬克西穆斯繼續圍攻蒙達，自己則率軍平定整個行省。哥多華開城出降，城內武裝男子（主要是武裝奴隸）遭處決，而且全城被迫支付鉅額賠償。蒙達城守軍固守了一段時間，但在一次突破圍攻的企圖失敗後便宣布投降，被凱撒派俘虜一萬四千人。凱撒的海軍指揮官蓋烏斯·迪迪烏斯俘獲龐培派多數的戰船。格奈烏斯·龐培烏斯試圖在陸上尋得庇護點，但最終在勞羅戰役身陷絕境並遭殺害。
儘管塞克斯圖斯·龐培依然逍遙在外，但蒙達一役後再無保守派軍隊能挑戰凱撒的霸權。根據普魯塔克所述，當他回到羅馬時，「他為這場勝利慶功讓羅馬人非常不滿，因為他既沒有擊敗外敵將軍也不是戰勝野蠻人國王，而是摧毀了最偉大羅馬人之一的子嗣和家庭。」凱撒成了終身獨裁官，但喜悅卻未能享受太久，次年3月15日凱撒遇刺，遭布魯圖斯和卡西烏斯所率領的元老院議員們謀殺。

## 戰役地點爭議
蒙達的實際地點是長久以來的爭議，西班牙史學家拉斐爾·阿蒂恩薩斯·韋爾塔斯（西班牙語：Rafael Atienzas Huertas）斷言蒙達（Munda）就是今日龍達的羅馬名，也可能是蒙達戰役發生地。其他更早的研究者則各自認為在許多不同的地方，像是蒙達（Monda）或蒙蒂利亞，而後者是在較早的地點爭議基礎上嘗試提出，目的只在紀念出生於蒙蒂利亞的法國王室成員。
據蒙蒂利亞居民表示，曾發生在附近的蒙達戰役對他們來說是件自豪之事，而且在西班牙作家普羅斯佩·梅里美的中篇小說作品《卡門》開頭中，敘事者清楚的寫到其研究顯示蒙達就在今日的蒙蒂利亞附近，儘管喬治·比才改編的歌劇裡並未發現任何的蒙達或是蒙蒂利亞。
其他專家則斷定蒙達之役就發生在塞維利亞省奧蘇納城外，證據是拉蘭特胡埃拉附近出土的古代彈弓子彈，地點就坐落在奧蘇納和埃西哈。在埃西亞和奧蘇納發現的古代銘文更為這一理論提供進一步證據，這些銘文是為了紀念阿斯蒂吉鎮（Astigi，今日埃西哈）在戰役中堅定地與凱撒站在同一邊。因此蒙達戰役有可能發生在拉蘭特胡埃拉附近的子彈山（西班牙語：Cerro de las Balas）和利亞諾斯德爾阿吉拉（西班牙語：Llanos del Aguila）。

## 註腳
1. ↑  即伊比利半島，今日的西班牙和葡萄牙
2. ↑  主要由凱撒部隊招募來的前龐培老兵組成
3. ↑  事實上，凱撒上次在塔普蘇斯取大勝時就處決了戰俘們
4. ↑  左翼面對第十軍團；右翼面對騎兵衝鋒
5. ↑  卡西烏斯·狄奧在他的著作《羅馬史》中寫道「拉比埃努斯一見此景便離開原駐地前去作戰。龐培的部隊以為他在逃跑，全都灰心喪氣；雖然想當然後來他們還是得知了真相，但他們卻再也無法從中恢復過來。」

## 書籍
- Appian, Roman Civil Wars （页面存档备份，存于）. Book 2: 103–105
- Cassio, Dio. Roman History （页面存档备份，存于）. Book 47: 28–42
- Caesar, Julius, Commentarius De Bello Hispaniensi （页面存档备份，存于）, 1–42.
- Plutarch, Fall of the Roman Republic: Caesar, 56
- Lowe, Benedict J. . Anton Powell; Kathryn Welch  (编). . London: Duckworth Overlook. 2002: 65–102. ISBN 0-7156-3127-6.

37°21′00″N 5°13′00″W / 37.3500°N 5.2167°W